# Coelioxys indica
Coelioxys indica is een vliesvleugelig insect uit de familie Megachilidae. De wetenschappelijke naam van de soort werd voor het eerst geldig gepubliceerd in 1925 door Heinrich Friese.